# Ishaq ibn Sulayman
Ishaq ibn Sulayman fou ostikan d'Armènia vers el 813.
Favorable al califa Al-Amín, va atacar el nou governador Tàhir ibn Muhàmmad, partidari d'Al-Mamun, a la ciutat de Bardaa. Després d'un temps de lluita, els soldats d'Ishaq es van passar a l'altre bàndol i l'ostikan va haver de renunciar al càrrec i va reconèixer el nou califa.